# Gilles Rochier
Gilles Rochier, né le 19 mai 1968 à Ermont, est un auteur français de bande dessinée. 

## Biographie
Autodidacte, il commence par éditer son propre fanzine, Envrac, qui sera aussi le titre de son premier album, édité par Six Pieds Sous Terre en 2003.
Il reçoit le Prix révélation du festival d'Angoulême 2012, à 43 ans, pour TMLP. Ta mère la pute.
Le Festival d'Angoulême 2018 lui a consacré une exposition Gilles Rochier faut tenir le terrain à l'Espace Franquin.
Rochier publie en dernier lieu Faut faire le million, toujours chez 6 pieds sous terre,,,,, lequel figure notamment dans la sélection du journal Les Inrocks pour la rentrée littéraire de septembre 2022.

## Publications

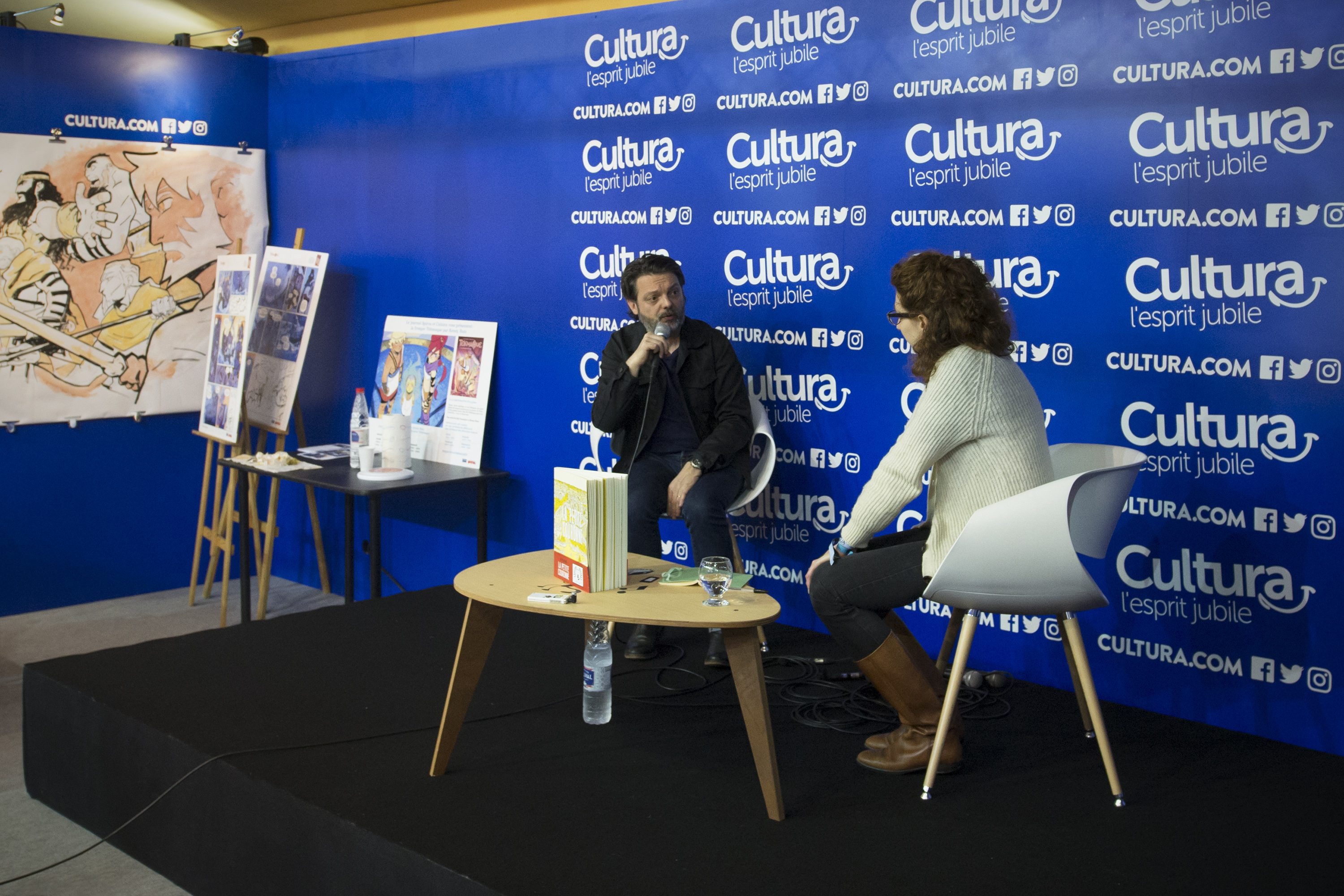
Rencontre sur le stand Cultura au Festival d'Angoulême 2018.

- Envrac, fanzine auto-édité, 22 numéros depuis 1996.
- Envrac - coll. Plantigrade, 6 pieds sous terre, 2002.
- La Belle Vie t. 7, avec Jonathan Larabie, auto-édition, 2002.
- « Les fabuleux Freak Brothers dans le 92 », dans Fabuleux Furieux !, Les Requins Marteaux, 2004, p 78-79.
- Dernier étage, Six Pieds sous terre, coll. « Lépidoptère », 2005.
- Thony Banco (dessin), avec Jacques Des Portes (scénario), Éditions du Taupinambour, coll. « Premières pousses », 2006.
- Temps mort, 6 pieds sous terre, coll. « Monotrème », 2008
- Dunk, Chicken and blood, Groinge 2008
- Love and that fucking duck, Groinge, 2009
- Les frères Cracra, Jarjille, coll. « BN² », 2009
- Demain je vais à Metz, Le Goûteur chauve, coll. « Mise en bouche », 2011
- Participation dans : Marie Moinard et collectif, En chemin elle rencontre... Les artistes se mobilisent pour le respect des droits des femmes, Des ronds dans l'O / Amnesty International, février 2011, 96 p. (ISBN 978-2-917237-15-1)
- TMLP. Ta mère la pute, 6 pieds sous terre, coll. « Monotrème », 2011, Prix révélation du festival d'Angoulême 2012[9]
- La Cicatrice, 6 pieds sous terre, coll. « Monotrème », 2014
- Mandale, auto-édition, 2015
- Je suis au Rize, épicerie séquentielle, 2016
- Tu sais ce qu'on raconte, avec Daniel Casanave (dessin), Warum, 2017
- La Petite Couronne, 6 pieds sous terre, 2017 - Sélection officielle du Festival d'Angoulême 2018
- En attendant, avec Fabcaro, éd. 6 pieds sous terre, 2018
- En roue libre, avec Nicolas Moog chez Casterman, 2018
- Solo, avec Philippe Ory (colorisation), Casterman, 2019
- Message de service,  Ion éditions, 2020
- L'autre con,  avec Nicolas Moog, Editions Rouquemoute, 2020
- Impact,  avec  Deloupy (dessin), Casterman, 2021[10],[11],[12],[13],[14] ; Album sélectionné pour le Fauve du Polar au Festival d'Angoulême 2022[15],[16]
- Faut faire le million, 6 pieds sous terre, 2022.

## Expositions
- Gilles Rochier, faut tenir le terrain à l'Espace Franquin pour le Festival d'Angoulême 2018.